# Caquetaia myersi
Caquetaia myersi är en fiskart som först beskrevs av Schultz, 1944.  Caquetaia myersi ingår i släktet Caquetaia och familjen Cichlidae. Inga underarter finns listade.